# Mahikeng Local Municipality
Mahikeng (englisch Mahikeng Local Municipality) ist eine Lokalgemeinde im Distrikt Ngaka Modiri Molema der südafrikanischen Provinz Nordwest. Der Verwaltungssitz der Gemeinde befindet sich in Mmabatho, ein Stadtteil von Mahikeng. Die Bürgermeisterin ist Betty Diakanyo. Hier befindet sich auch der Sitz der Provincial Legislature der Provinz.

## Städte und Orte
- Mahikeng (ehemals Mafikeng)
- Mmabatho
- Ottoshoop

## Bevölkerung
Im Jahr 2011 hatte die Gemeinde 291.527 Einwohner in 84.239 Haushalten auf einer Gesamtfläche von 3698,44 km². 2016 wird als Einwohnerzahl 314.394 angegeben.
Die demografische Zusammensetzung der Einwohner ist laut Volkszählung 2011:
| Ethnien  | Einwohnerzahl | Anteil in % |
| -------- | ------------- | ----------- |
| Schwarze | 278282        | 95,5        |
| Weiße    | 3.770         | 1,29        |
| Coloured | 6.691         | 1,4         |
| Asiaten  | 2.328         | 0,8         |
| andere   | 457           | 0,16        |

Wichtigste Sprache ist Setswana, die von 78,4 Prozent der Bevölkerung gesprochen wird. Größte Minderheitensprachen sind: Englisch (4,6 Prozent), isiXhosa (3,9 Prozent), Sesotho (3,5 Prozent) und Afrikaans (3,1 Prozent).

## Naturschutzgebiete
- Östlich der Stadtgrenze von Mahikeng erstreckt sich auf einer Fläche von 4600–4800 Hektar das Mafikeng Game Reserve. Dieser Wildpark gehört mit Kalahari und Acacia-Bäumen sowie einer vielfältigen Tierwelt, darunter Nashörner, Giraffen und Zebras, zu den touristischen Attraktionen.[4][5]
- Im Norden der Gemeinde, 18 km entfernt von der Nachbargemeinde Ramotshere Moiloa, erstreckt sich das Botsalano Game Reserve auf einer Fläche von 5800 ha. In diesem Wildreservat leben mehr als 2000 Tiere und über 200 Vogelarten.[6][7]
- Östlich von Mahikeng, 11 km von Ottoshoop entfernt, erstreckt sich das Molemane Eye Nature Reserve. Dieses unmittelbar an der Grenze zur Nachbargemeinde Ditsobotla gelegene Naturschutzgebiet hat eine Ausdehnung von 5000 ha.[8][9]
- Am Fluss Molopo wurde 1980 der Disaneng-Staudamm errichtet. Die Staumauer mit einer Höhe von 17 Metern und einer Länge von 780 Metern befindet sich heute in der Gemeinde Ratlou, während der größte Teil des Stausees im Westen der Gemeinde Mahikeng liegt. Die maximale Speicherkapazität beträgt 17,4 Millionen Kubikmeter (m³). Die am nächsten gelegene Stadt ist Mmabatho. Der Damm wurde zunächst für Bewässerungszwecke errichtet; aber er hat sich auch zu einem Ort der Erholung entwickelt, insbesondere zum Fischen. Die Staumauer ist ferner zu einem Sammelpunkt für Zugvögel geworden.[10]